# Nouveau bâtiment de la maison des cadets de Berlin

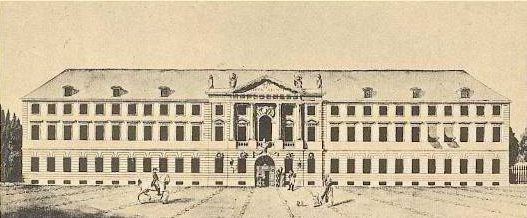
Nouveau bâtiment de la maison des cadets de Berlin (architecte : Georg Christian Unger). D'après une gravure de 1807.

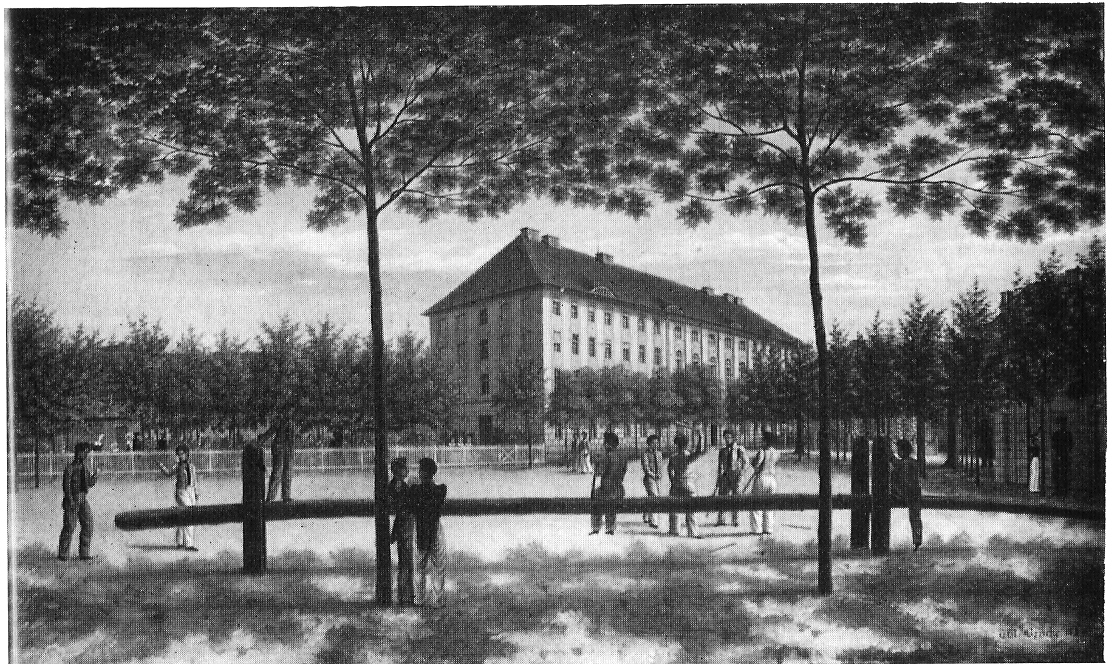
Cadets lors d'exercices derrière leur maison de cadets. Peinture de Wilhelm Brücke, 1828.

Le nouveau bâtiment de la maison des cadets de Berlin abrite le corps des cadets prussien de 1777 à 1878, avant de déménager dans la nouvelle « École principale royale prussienne des cadets » à Groß-Lichterfelde.

## Construction de la maison des cadets

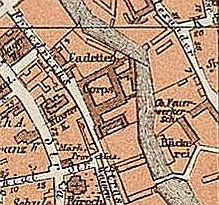
Le nouveau bâtiment de la maison des cadets de Berlin est situé dans l'ancienne Neue Friedrichstrasse 13 (aujourd'hui : Littenstrasse 13-17). Détail d'un plan de la ville de Baedeker de 1877

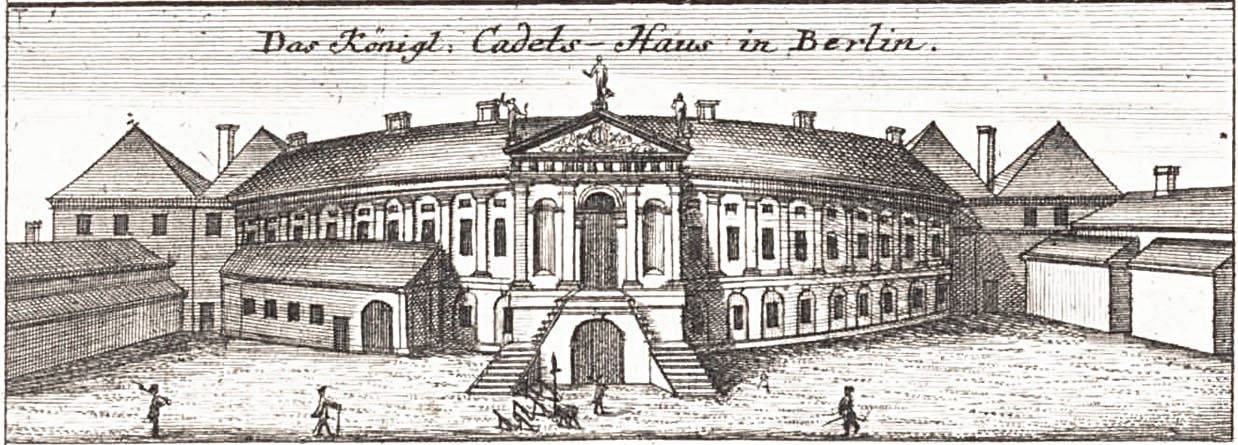
L'ancienne maison des cadets de Berlin est démolie en 1777. Pièce jointe au plan de la ville de Berlin de Schleuen de 1757.

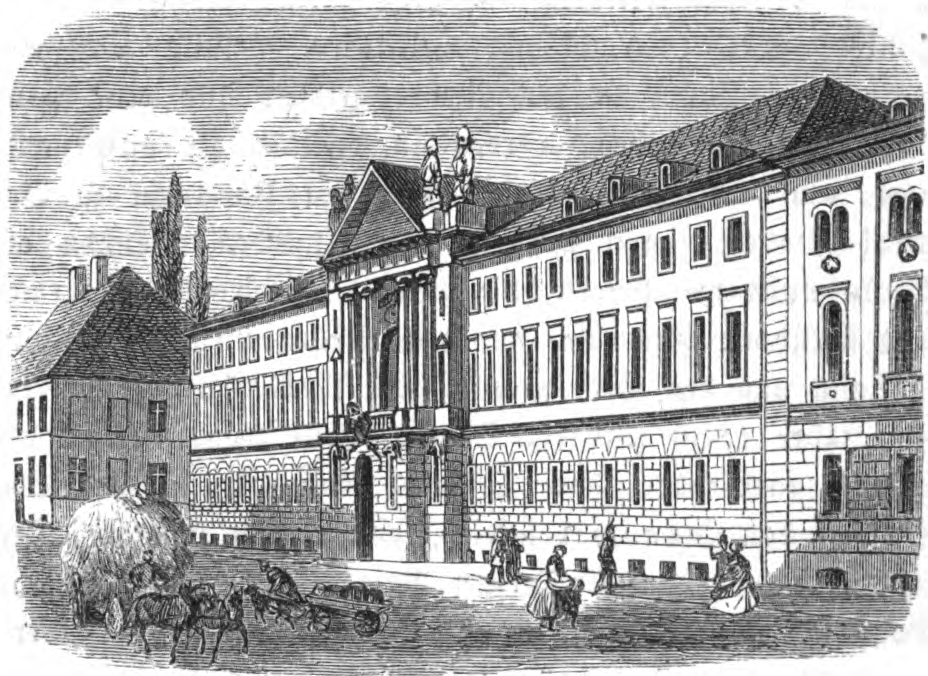
Le nouveau bâtiment de la maison des cadets à Berlin, vue de face. Graphiste inconnu, 1861.

De 1717 à 1777, les cadets sont logés dans l'ancienne maison des cadets, le bâtiment elliptique converti et agrandi de l'ancien "Hetzgarten (de)". Dans le bâtiment défectueux, les cadets souffrent de la promiscuité. Il se trouve sur le bastion 9 ("bastion derrière l'église du couvent") de la forteresse de Berlin, progressivement démantelée. Déjà en 1723 un nouveau bâtiment est envisagé, mais cela n'est pas fait pour des raisons d'économie. Ce n'est que lorsque le roi Frédéric le Grand charge l'architecte Georg Christian Unger de remplacer l'ancien bâtiment par une construction plus imposante.
De 1776 à 1779, le nouveau bâtiment est érigé sur une place autour de l'ancien selon les plans de Georg Christian Unger. Une fois le nouveau bâtiment terminé, l'ancien est démoli en 1777.
Les murs avant et arrière du nouveau bâtiment sont décorés d'un portail de style dorique. La façade avant est également dotée d'un balcon ainsi que d'un buste de Minerve au-dessus de la porte principale et de l'inscription : « Martis et Minervae alumnis » dans le champ du pignon. (Les étudiants de Mars et Minerve. Dans la Rome antique, Mars est le dieu de la guerre et Minerve est la déesse de la sagesse, de la guerre tactique, de l'art et de la construction navale et la gardienne de la connaissance). Les clefs de voûte des deux couloirs latéraux sont ornées de têtes antiques et les fenêtres de casques.

## Améliorations
Le nouveau bâtiment (adresse à l'époque : 13, Neue Friedrichstrasse) subit quelques améliorations : selon Friedrich Nicolai, au moyen d'une station de pression installée sur la Sprée à proximité, l'eau est disponible pour un usage quotidien et comme eau d'extinction distribuée dans tout le bâtiment dans de grands seaux sous le toit. Dans la grande salle à manger du bâtiment arrière, les plats sont remontés depuis la cuisine en dessous par une machinerie et même posés sur les tables.

## Réorganisation
Adolf von Crousaz décrit l'ancienne maison des cadets comme un « institut mi-monastique et mi-spartiate » dans lequel on vit « serrés les uns contre les autres dans une maison défectueuse » et dans son livre sur le Corps royal des cadets prussien loue le nouveau bâtiment, qui implique apparemment une réorganisation du corps enseignant : « Il y a maintenant un bâtiment convivial et semblable à un château sur le site de l'ancienne maison de chasse ; L'autorité morale a remplacé l'ancien prévôt et son appareil, la discipline est mue davantage par des fils spirituels ; le plan des leçons contient des sciences et des principes ; Il y a déjà un pouvoir spirituel et une dignité chez les enseignants, et certains d'entre eux se tiennent même là en tant qu'autorités de leur époque."

## La maison des cadets comme attraction touristique
Les touristes berlinois sont déjà autorisés à visiter le bâtiment pendant la période Biedermeier. Le guide berlinois contemporain d'Alexander Cosmar considère comme remarquable la salle des maréchaux du bâtiment arrière acquis en 1820, qui est décorée de portraits de tous les régents de l'État depuis le Grand Électeur et les maréchaux prussiens. De plus, l'épée de Napoléon, capturée à Jemappes en 1815, que le prince Blücher a donnée à l'institution, peut y être admirée. Cosmar recommande également au voyageur intéressé la vaste bibliothèque, le cabinet de physique, la chambre des modèles et la collection de cartes ainsi que la salle à manger avec son tableau de machines et la "centrale hydraulique très fonctionnelle".

## Déménagement à Lichterfelde
En 1817, le nouveau bâtiment de la maison des cadets est agrandi à nouveau avant que le corps des cadets ne déménage dans le nouveau bâtiment à Groß-Lichterfelde en 1878, où l'« institut principal des cadets » existera jusqu'à sa fermeture en 1920.

## Conversion en tribunal régional
La maison des cadets sert de tribunal de district jusqu'en 1896. Après sa démolition, l'imposant bâtiment judiciaire de l'ancien tribunal de grande instance et d'instance (aujourd'hui : 13-17 Littenstraße) est construit jusqu'en 1904 sur le terrain de l'ancien Hetzgarten et de la mason des cadets. Il devient à l'époque le deuxième plus grand bâtiment de la ville de Berlin (après le château de la ville).